# لوئیس کارلوس سانتیاگو سابالتا
لوئیس کارلوس سانتیاگو سابالتا (اسپانیایی: Luis Carlos Santiago Zabaleta‎؛ زادهٔ ۵ سپتامبر ۱۹۴۶) بازیکن بسکتبال اهل اسپانیا بود. وی در بازی‌های المپیک تابستانی ۱۹۶۸ شرکت کرده‌است.